# Hunga lifouana
Hunga lifouana là một loài thực vật có hoa trong họ Cám. Loài này được (Däniker) Prance mô tả khoa học đầu tiên năm 1979.